# Brixèl·lum
Brixèl·lum o Brixíl·lum era una ciutat de la Gàl·lia Cisalpina a la part sud del riu Po, uns 20 km al nord-est de Parma. Hi vivien els gals cenòmans. Era una ciutat important de la que Plini el Vell diu que havia estat colònia tot i que no se sap per cap altra font.
L'emperador Otó es va establir a la ciutat abans de la primera batalla de Bedríacum i s'hi va suïcidar en conèixer la derrota del seu exèrcit a mans dels generals de Vitel·li. Otó va ser enterrat allí mateix, diuen Tàcit i Suetoni, i se li va aixecar un monument que Plutarc va veure.
Era un lloc ben situat i fortificat, i en temps dels longobards era una fortalesa, segons diu Pau el Diaca. No es torna a mencionar a la història, encara que en temps de Julià l'Apòstata apareix com a municipi i Sidoni Apol·linar en parla en el relat del seu viatgea Roma. Els Itinerarium la situen a la via que anava de Cremona a Rhegium. És la moderna Brescello.